# Kleine bostrechterzwam
De kleine bostrechterzwam (Leucocybe candicans) is een schimmel die behoort tot de familie Tricholomataceae. De terrestrische saprotroof  leeft tussen bladeren, hoofdzakelijk van eiken (Quercus), soms ook tussen naalden in loof- en gemengd bos op matig voedselrijke zand of leem. Het komt ook voor in bekalkte dennenbossen.

## Kenmerken

### Uiterlijke kenmerken
Hoed
De hoed heeft een diameter van 2 tot 5 cm. De vorm is aanvankelijk convex met een omgekeerde rand, later gebogen, met tijd gespreid en ondiep verzonken in het midden en uiteindelijk trechtervormig. De hoed is niet-gegroefd, licht korrelig en geeft een karakteristiek, glimmend, witachtig glacé oppervlak. De kleur is wit of vuilwit, bij oude exemplaren wordt hij licht vlezig. Het is hygrofaan.
Lamellen
De lamellen zijn breed aangehecht en aflopend getand. 
Steel
De steel is 3 tot 5 cm hoog en 2 tot 4 mm dik. De vorm is cilindrisch met de bodem meestal iets verlengd, vaak gebogen. De steel is overlangs vezelig en heeft een wit oppervlak.
Geur en smaak
Het vlees is dun, witachtig, zonder uitgesproken smaak. De geur wordt omschreven als aromatisch. Andere bronnen melden de geur van tomatenbladeren, met een onaangename ranzige of bittere smaak.

### Microscopische kenmerken
Basidia zijn 4-sporig en meet 19–29 × 5–7 µm. De basidiosporen zijn ovaal, glad, hyalien, niet cyanofiel en meten 5-6,5 × 3-3,5 µm. Cheilocystidia zijn afwezig.

## Verspreiding
De kleine bostrechterzwam komt met name voor in Europa, Noord-Amerika, Japan en Australië. In Nederland komt hij zeer algemeen voor en is het niet bedreigd.

## Foto's

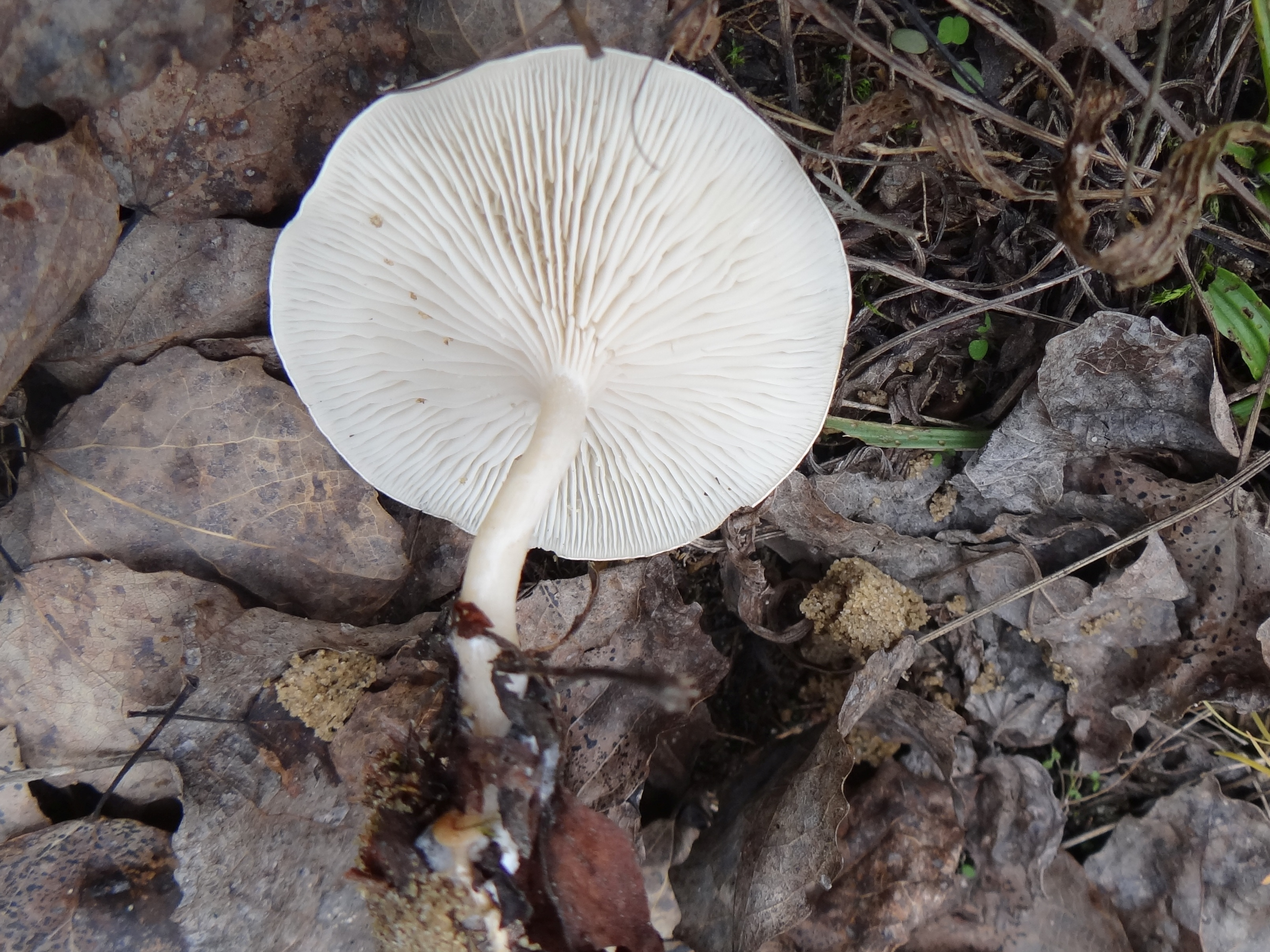
Lamellen
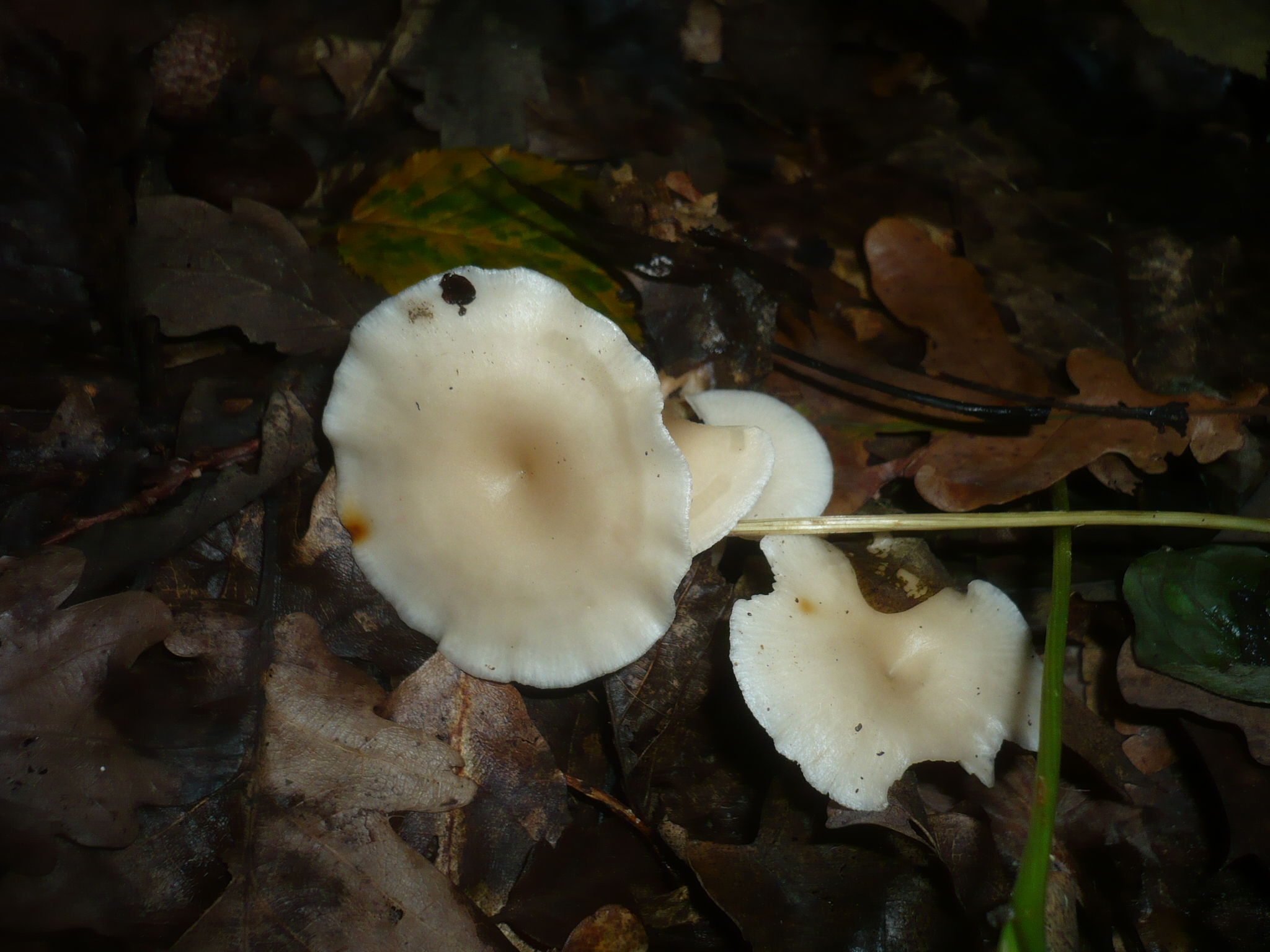
Hoed